# Heodes seriata
Heodes seriata är en fjärilsart som beskrevs av Hans Fruhstorfer 1908. Heodes seriata ingår i släktet Heodes och familjen juvelvingar. Inga underarter finns listade i Catalogue of Life.